# روبرتو حزقيال رودريغيز
روبرتو حزقيال رودريغيز (بالإنجليزية: Roberto Juan Rodríguez)‏ هو عازف جاز أمريكي، (و. القرن 20  م).

## وصلات خارجية
- روبرتو حزقيال رودريغيز على موقع ميوزك برينز (الإنجليزية)
- روبرتو حزقيال رودريغيز على موقع ديسكوغز (الإنجليزية)